# 1558 en littérature
| Années de la littérature : 1555 - 1556 - 1557 - 1558 - 1559 - 1560 - 1561    |
| Décennies de la littérature : 1520 - 1530 - 1540 - 1550 - 1560 - 1570 - 1580 |

Cet article présente les faits marquants de l'année 1558 en littérature.

## Événements
- 17 janvier : Fédéric Morel reçoit le titre d'imprimeur en l'Université de Paris ; il devient l'éditeur de Joachim du Bellay et de Michel de L'Hospital[1].

- Le duc Albrecht V fonde la bibliothèque de la cour des Wittelsbach, à l'origine de la bibliothèque d’État de Bavière , par l'achat de la collection privée de Johann Albrecht Widmannstetter, soit trois cents manuscrits et cinq cents livres imprimés[2].

## Parutions
- 1er juillet : Pierre Boaistuau obtient un privilège pour publier son ouvrage Le Théâtre du monde[3].

- The First Blast of the Trumpet Against the Monstruous Regiment of Women (« Le premier coup de trompette contre le monstrueux régiment de femmes ») ouvrage polémique du réformateur écossais John Knox, critique ouverte contre les femmes monarques[4].
- Première édition à Naples de la Magia naturalis de Giambattista della Porta[5].

### Fictions
- 17 janvier et 4 mars : à son retour de Rome, Joachim du Bellay obtient des privilèges pour publier à Paris chez Fédéric Morel ses recueils de poèmes, Les Antiquités de Rome, Divers Jeux rustiques, Les Regrets et Poëmata[6].
- 25 janvier : l'imprimeur Robert Granjon de Lyon signe un avis au lecteur pour les Nouvelles récréations et joyeux devis, recueil de contes en prose de Bonaventure Des Périers[7].

- 31 août : Pierre Boaistuau obtient un privilège pour éditer L'Heptaméron, ou Histoires des Amans Fortunez, recueil posthume de 67 nouvelles de Marguerite de Navarre[8].

- Discours facétieux des hommes qui font saller leurs femmes à cause qu’elles sont trop douces, farce publiée à Rouen par Abraham Cousturier, réimprimé vers 1600 par son petit fils[9],[10].

## Naissances
- 11 juillet : Robert Greene
- 6 novembre : baptême de Thomas Kyd, dramaturge anglais  († 1594).

## Décès
- Juillet : Georgius Macropedius, humaniste et dramaturge néerlandais (° 24 avril 1487).
- 14 octobre : Mellin de Saint-Gelais, poète français de la Renaissance, né vers 1491.

- Francesco d'Ambra, dramaturge italien, né le 29 juillet 1499.
- Pierio Valeriano, humaniste italien, un des pionniers de l'étude des hiéroglyphes égyptiens, né le 3 février 1477.
- Basilio Zanchi, érudit, humaniste et écrivain italien, né vers 1501.